# Jastrzębia Góra
Jastrzębia Góraⓘ (deutsch Habichtsberg, kaschubisch Pilëce oder Jastrzãbiô Góra), ist ein Ort der Gmina Władysławowo im Powiat Pucki der Woiwodschaft Pommern in Polen.  

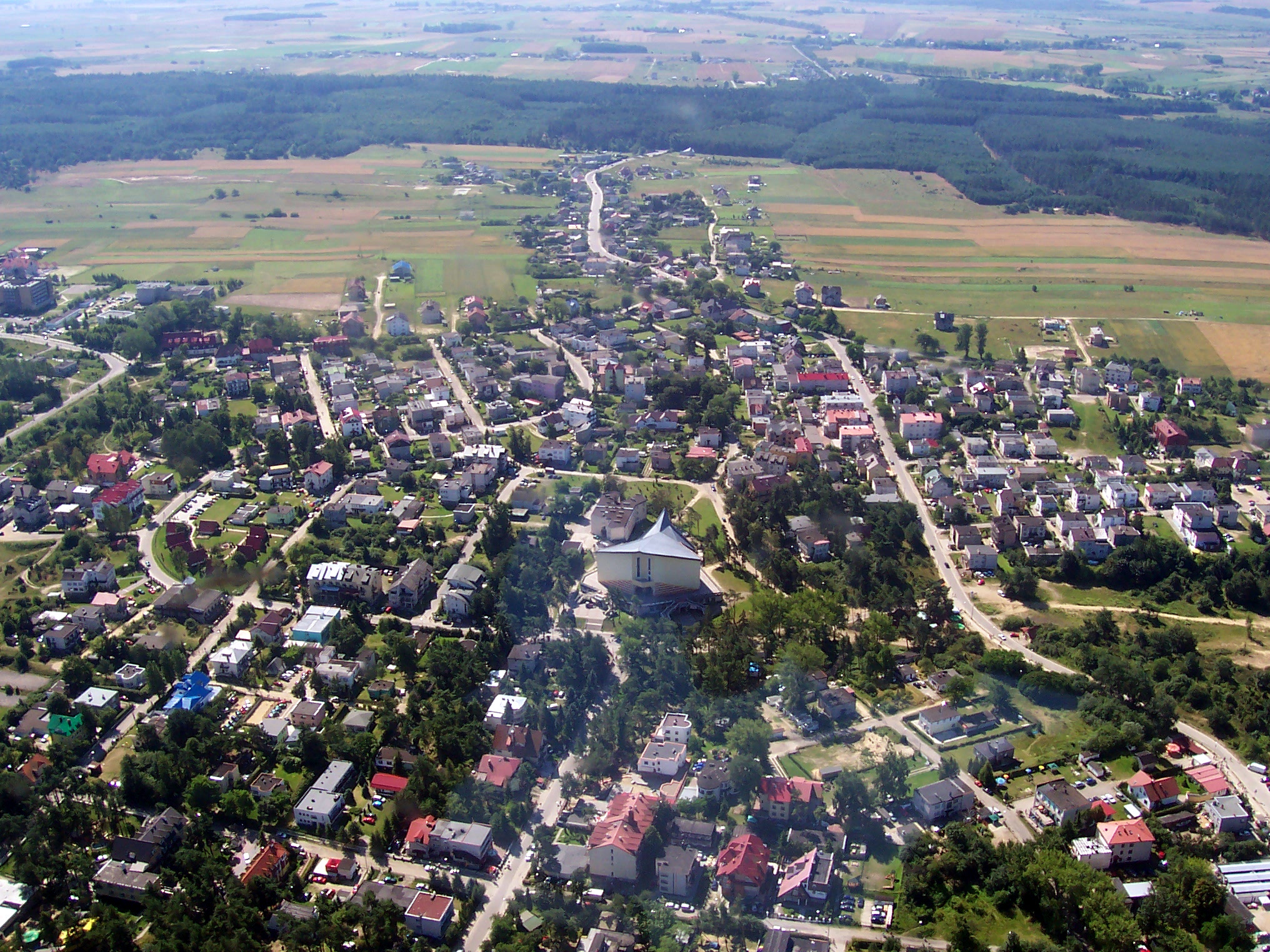
Luftaufnahme

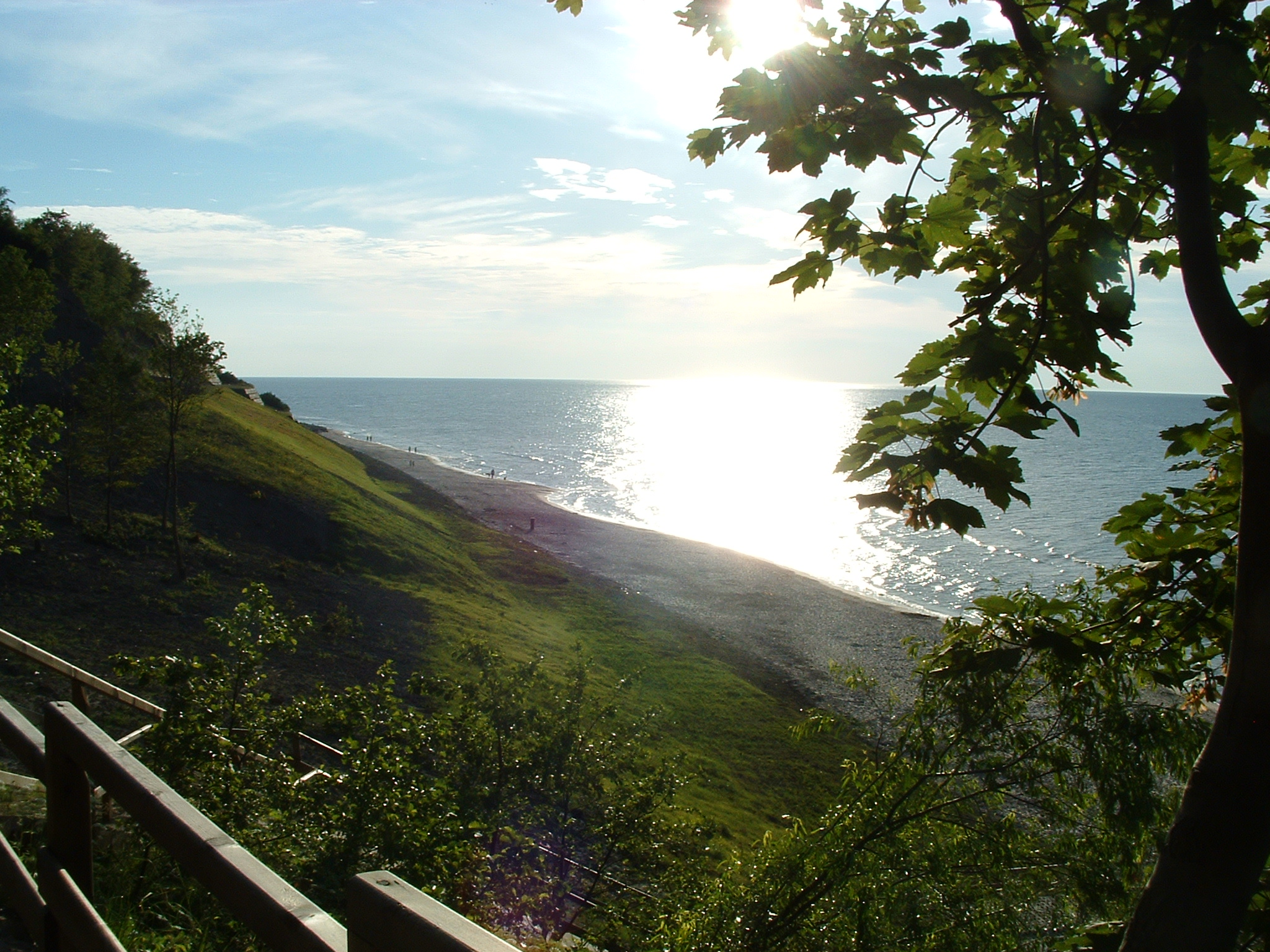
Strandpartie

Am Strand des Ortes liegt der nördlichste Punkt Polens. 2009 lebten hier 1068 Einwohner. Das Seebad liegt am Kap Rozewie (Rixthöft). Vor den Sandstränden gibt es hohe Steilwände zur Ostsee-Küste hin.

## Sehenswürdigkeiten

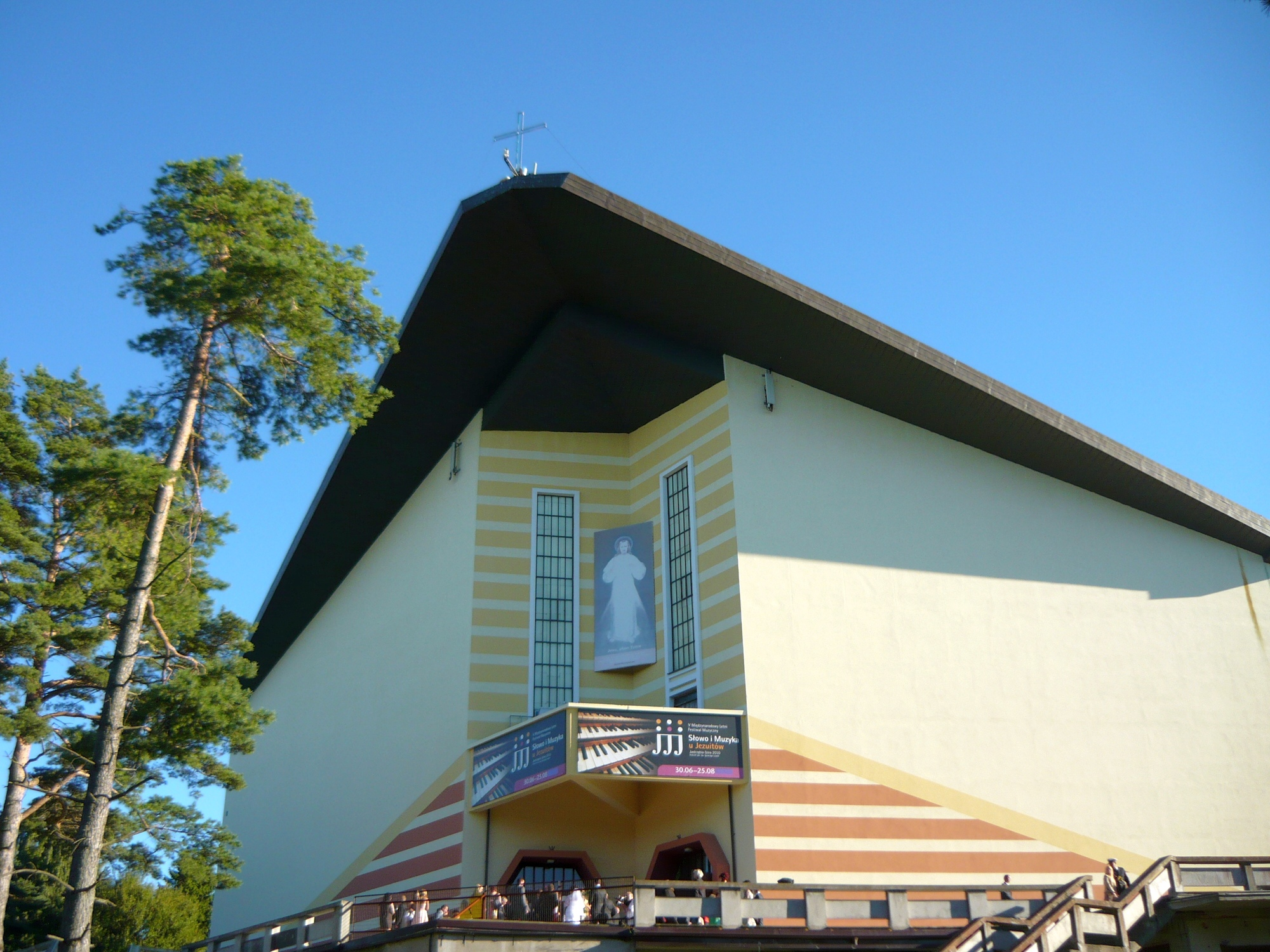
Kirche Ignatius von Loyola

- Leuchtturm, der älteste seit 1822 aktiv, 33 Meter hoch
- Nordstern-Obelisk am nördlichsten Punkt Polens
- Steilklippen
- Ignatius-von Loyola-Kirche, 1971, mit einer der größten Orgeln Polens (IV/P/74)[1]